# Scammon Bay
Scammon Bay est une localité d'Alaska aux États-Unis dans la Région de recensement de Wade Hampton. En 2010, il y avait 474 habitants.

## Situation - climat
Elle est située sur la rive sud de la rivière Kun, à 2 km de la mer de Béring, au nord des montagnes Askinuk, sur le delta du Yukon-Kuskokwim.
La moyenne des températures est de 26 °C en juillet et de −32 °C en janvier.

## Histoire
Les Eskimos appelaient l'endroit Mariak et ses habitants étaient connus sous le nom Mariagamiut. Son nom actuel lui vient de Charles Scammon, qui était le chef d'expédition de la Western Union Telegraph entre 1856 et 1867. Il est devenu le nom officiel depuis l'ouverture de la poste en 1951.

## Économie
Les habitants vivent essentiellement de la pêche commerciale et pratiquent parallèlement des activités de subsistance à base de chasse, de pêche, de cueillette et d'artisanat.

## Démographie
| 1940 | 1950 | 1960 | 1970 | 1980 | 1990 |
| ---- | ---- | ---- | ---- | ---- | ---- |
| 88   | 103  | 115  | 166  | 250  | 343  |

| 2000 | 2010 | - | - | - | - |
| ---- | ---- | - | - | - | - |
| 465  | 474  | - | - | - | - |

## Sources et références
- (en) CIS

- (en) Cet article est partiellement ou en totalité issu de l’article de Wikipédia en anglais intitulé « Scammon Bay, Alaska » (voir la liste des auteurs).

1. ↑  « Statistiques des États-Unis - Alaska - Profils des communautés de 2010 » (consulté en novembre 2020)